# Hayesiana
Hayesiana is een geslacht van vlinders uit de onderfamilie Macroglossinae van de familie pijlstaarten (Sphingidae).

## Soorten
- Hayesiana farintaenia Zhu & Wang, 1997
- Hayesiana triopus (Westwood, 1847)